# Bretschneider (Element)
Der Bretschneider ist ein nach dem deutschen Kunstturner Andreas Bretschneider benanntes Flugelement am Turngerät Reck.
Es handelt sich dabei um einen Doppelsalto rückwärts gehockt mit zwei Längsachsendrehungen über die Reckstange in den Hang.
Das Element ist ein H-Wertteil und hat einen Schwierigkeitswert von 0,80. Es wurde erstmals am 28. November 2014 beim DTB-Pokal in Stuttgart, einem internationalen Turn-Wettkampf, von Andreas Bretschneider gezeigt. Die Schwierigkeitswerte im Kunstturnen reichten bis dahin von 0,10 für ein A-Wertteil bis hin zu 0,70 für ein G-Wertteil (Höchstschwierigkeit). Der Internationale Turnerbund hat das Element aufgrund seiner Schwierigkeit als H-Wertteil eingestuft. Es war das erste und seinerzeit einzige Turnelement mit diesem Schwierigkeitswert.
Der Bretschneider ist ein vom sogenannten Kovács-Salto abgeleitetes Element. Das nach dem ungarischen Kunstturner Péter Kovács (1959–2024) benannte Flugteil ist ein Doppelsalto rückwärts gehockt über die Reckstange in den Hang. Dieser 1979 zum ersten Mal gezeigte Kovács-Salto ist ein D-Wertteil mit einem Schwierigkeitswert von 0,40. Alojz Kolman, ebenfalls ein ehemaliger Kunstturner, zeigte erstmals einen Kovács-Salto mit einer ganzen Längsachsendrehung. Dieser fortan nach ihm benannte Kolman ist ein F-Wertteil mit einem Schwierigkeitswert von 0,60. Andreas Bretschneider zeigte dann 2014 einen Kovács-Salto mit zwei Längsachsendrehungen. Es war bis Ende 2017 das Turn-Element mit der höchsten Schwierigkeit.
Die gestreckte Ausführung dieses Elements wurde erstmals vom Japaner Hidetaka Miyachi bei den Turn-Weltmeisterschaften 2017 gezeigt. Aufgrund der im Vergleich zur gehockten Ausführung erhöhten Schwierigkeit, wurde das Element Ende 2017 als I-Wertteil mit einem Schwierigkeitswert von 0,9 in die offiziellen Wertungsvorschriften aufgenommen. Damit ist der Miyachi derzeit (Stand: Dezember 2017) das Turn-Element mit der höchsten Schwierigkeit. 